# تكاثر بوغي
التكاثر البوغي (بالإنجليزية: sporogony)‏  وهو نوع من التكاثر الجنسي واللاجنسي عن طريق انقسام متكرر للأبواغ أو البويضات، وتمتاز بها الكثير من البوائغ.
تتكون عن طريقه الحيوانات البوغية في دورة حياة معقدات القمة.